# Кріопровідник
Кріопровідник — це матеріал, який при глибокому охолодженні (нижче −173 оС) здобуває високу електричну провідність, але не переходить у надпровідний стан. Пояснюється це тим, що при низькій температурі питомий опір провідника визначається, як правило, наявністю домішок і дефектами кристалічних ґрат.
Застосування кріопровідників замість надпровідників в електротехнічних пристроях має такі переваги:
- використання як холодоагента рідкого водню або рідкого азоту замість рідкого гелію спрощує конструкцію теплової ізоляції, зменшує витрату потужності на охолодження і відповідно знижує вартість установки;
- усувається небезпека раптового звільнення великої кількості енергії, що має місце в надпровідниках, тому що при підвищенні температури відбувається плавне збільшення опору. При випадковому порушенні надпровідності звільняється енергія магнітного поля, величина якої дорівнює L I2/2 Дж.

Як кріопровідники при температурі рідкого водню практичний інтерес представляють алюміній, а при температурі рідкого азоту — берилій. Проблема полягає в тому, що алюміній досить дешевий матеріал, але рідкий водень вибухонебезпечний. Берилій дорогий і дефіцитний матеріал, але як холодоагент можна використовувати дешевий рідкий азот.
Для одержання кріопровідників потрібна винятково висока чистота металу й відсутність наклепу (відпалений стан).